# Urdmang
Urdmang ist ein Ort mit wenigen Einwohnern im Gebiet des administrativen Staates Ngardmau (d. h. ein Verwaltungsgebiet) der westpazifischen Inselrepublik Palau auf der Hauptinsel Babelthuap. Zusammen mit Ngerutoi und Ngetbong bildet er die Ortschaft von Ngardmau. Insgesamt gibt es 185 Einwohner.

## Geographie
Der Ort liegt im Westen der Insel in der Ngardmau Bay in der Nähe des Aiwokao Pass. Im Landesinnern liegt in der Nähe eine Bauxitmine. Westlich des Ortes befindet sich dafür auch der Ngardmau Vessel Pier, von dem das Erz verschifft wird. Zugang gibt es auch zum Ngardmau Waterfall (Madafall a Iegad, Matal Eigad, Medallaiechad ⊙), dessen Umgebung als Ngardmau Waterfall Conservation Area unter Naturschutz steht.
Ein Meeresschutzgebiet in der Nähe des Aiwokao Pass ist das Ileakl el Beluu Reef Conservation Area (⊙).